# Ławka patriotyczna

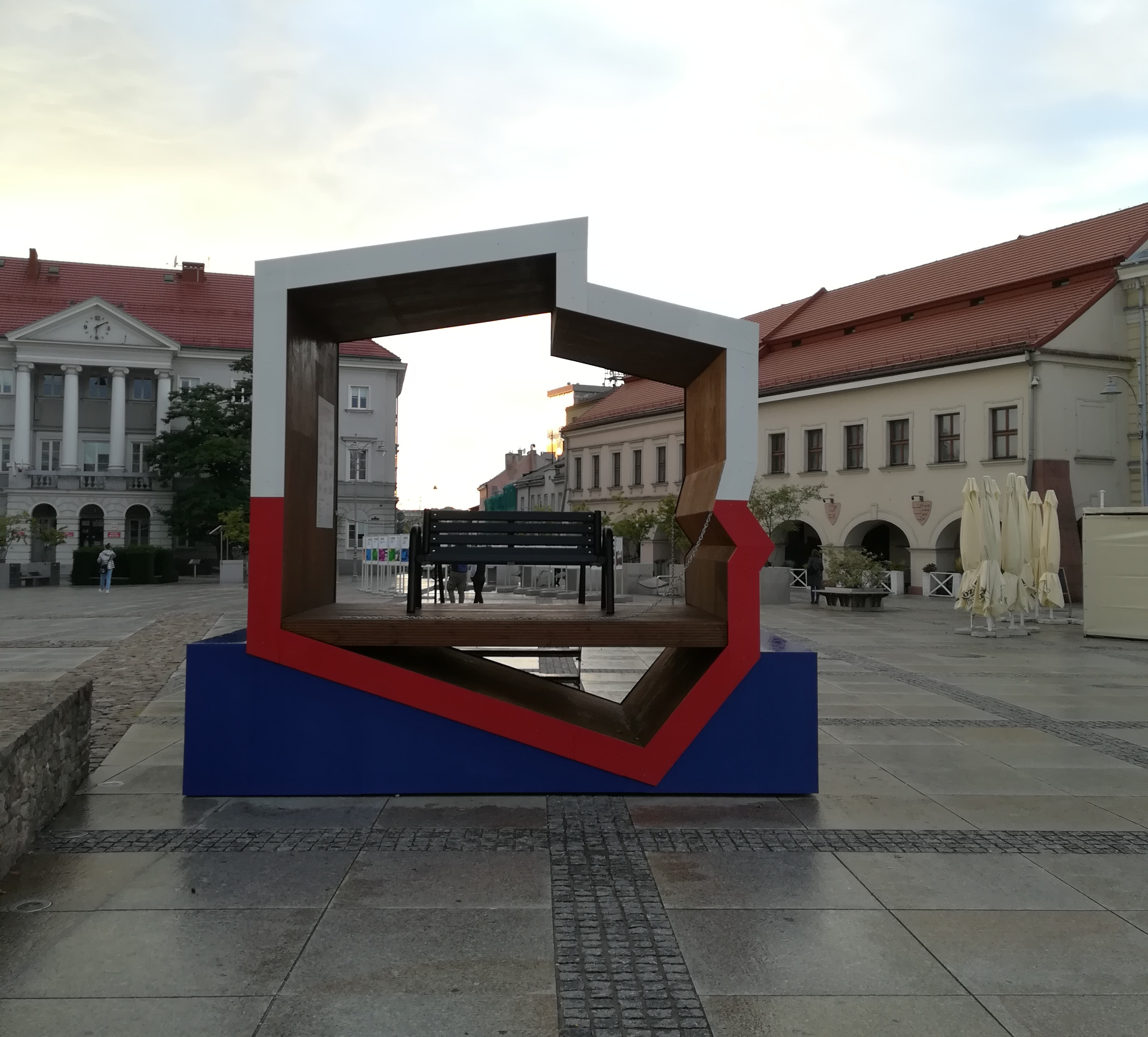
Ławka patriotyczna w Kielcach

Ławka patriotyczna, oficjalna nazwa: Ławka z polską flagą – 16 ławek, które planowano ustawić w całej Polsce (po jednej w każdym województwie, ostatecznie ustawiono ich mniej). Projekt sfinansował Bank Gospodarstwa Krajowego, a ówczesny rząd zdecydował o przeznaczeniu na ten cel części środków z funduszu na pilne i nieprzewidziane wydatki. Ławka miała wiatę w kształcie konturu Polski i była elementem kampanii społecznej „Inwestycje z polską flagą”, którą zorganizowała Kancelaria Premiera. Cena jednej ławki wyniosła 100 000 zł netto, dodatkowo wydano 5 milionów złotych na promocję projektu. Montaż ławek rozpoczęto pod koniec sierpnia 2022 roku, z planowanych szesnastu ostatecznie stanęło 12, a zdemontowano je 23 listopada 2022 roku.

## Idea
Instalacja była elementem kampanii promocyjnej poświęconej inwestycjom, których wspomaganie leży w zakresie działania banku BGK. Bank w chwili rozpoczęcia kampanii wspierał 11 tys. inwestycji o łącznej wartości 60 miliardów złotych. W zamyśle twórców akcji, z ławeczek siedzący mieli oglądać polskie inwestycje.

## Ławka

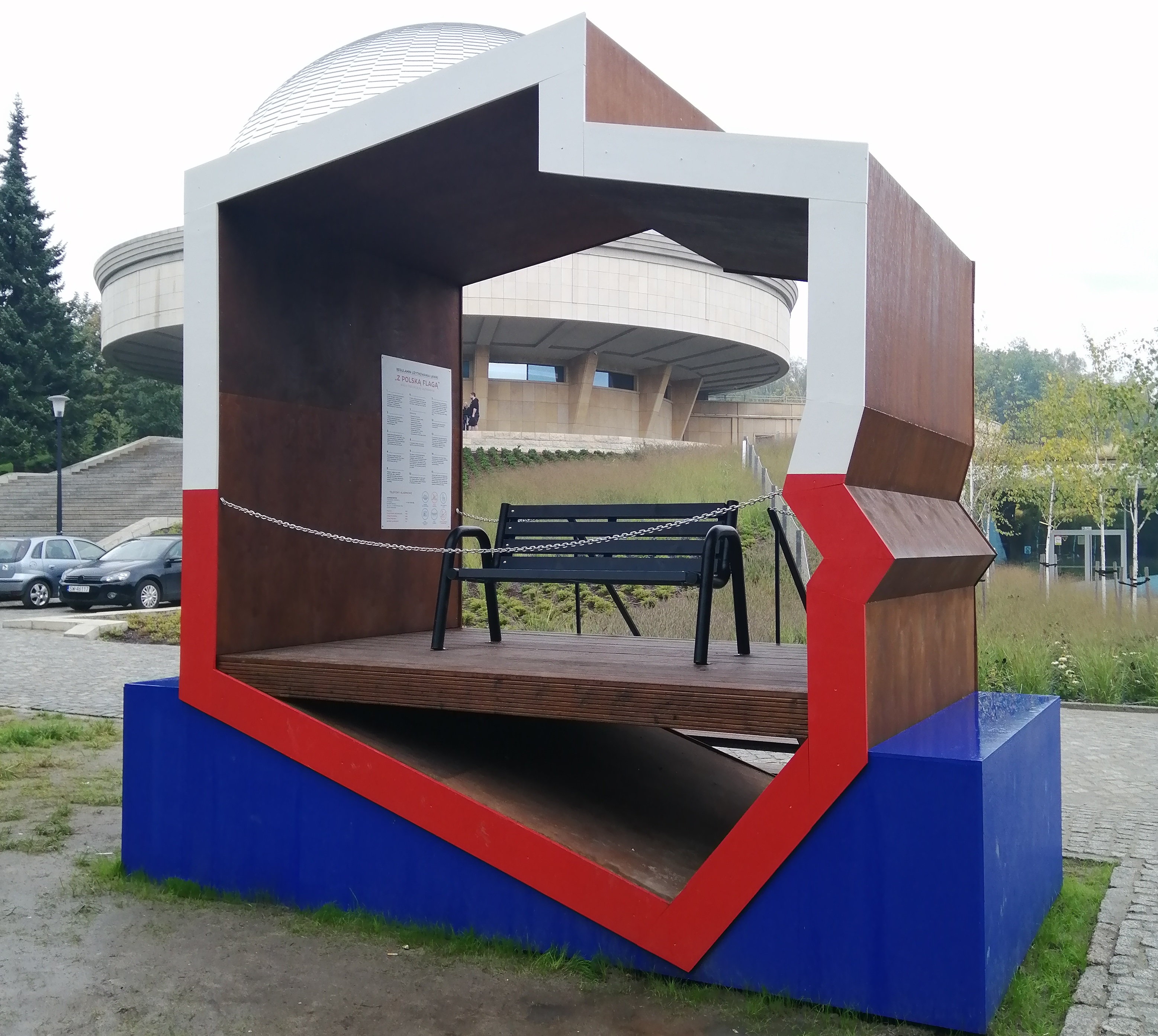
Ławka w Parku Śląskim

Instalacja była ławką, choć zdaniem fundatora jest to cała konstrukcja ważąca 5 ton, której ławka jest tylko jednym z elementów. Podstawa wykonana była z betonu, a pozostała część z drewna. Składała się z siedziska i podestu zabezpieczonego łańcuchem. Siedziskiem była zwykła ławka wykonana z ocynkowanej stali i drewna. Konstrukcja była pomalowana w kolorze niebieskim, a otaczający ławkę uproszczony kontur Polski miał barwy biało-czerwone. Pełne wymiary tej konstrukcji to: wysokość – 4 m, szerokość 3,3 m, głębokość 2 m.
Mimo iż konstrukcja była certyfikowana (1000 razy przyciśnięto ją ciężarem 300 kg), ławki okazały się nietrwałe, instalacje po deszczach zaczynały się odbarwiać. W Rzeszowie kilka dni po instalacji chwiała się barierka przy schodach, we Wrocławiu rozwarstwiły się płyty, w Poznaniu konstrukcja wypaczyła się po deszczu. Potocznie nazywano je „patriotaboret”, „polzydel” i „jarosławka”. Ławka prawie natychmiast stała się tematem memów internetowych.

## Lokalizacja ławek w Polsce
O wyborze miejsc na postawienie ławek decydowały poszczególne urzędy wojewódzkie. Lokalizacja ławek w niektórych miejscowościach była krytykowana: w Poznaniu ustawiono ją tyłem do jeziora, w Gdańsku kontrastowała ze szklanym Muzeum II Wojny Światowej. We Wrocławiu ustawiono ją przy XIX-wiecznym dworcu kolejowym. W województwie mazowieckim zdecydowano, że instalacja stanie w Radomiu. W województwie zachodniopomorskim wybrano Międzyzdroje, a w śląskim Chorzów. W Białymstoku ustawieniu ławki sprzeciwił się prezydent miasta Tadeusz Truskolaski. Protest ominięto ustawiając ławkę w ogrodach Branickich, należących do Uniwersytetu Medycznego. Ławki nie pojawiły się w Krakowie, Opolu, Łodzi i Gorzowie Wielkopolskim. Według BGK nie udało się zakończyć formalności z właścicielami terenów. 
| Województwo         | Miasto              | Lokalizacja                                      | Uwagi                                           | Źródło       |
| ------------------- | ------------------- | ------------------------------------------------ | ----------------------------------------------- | ------------ |
| Dolnośląskie        | Wrocław             | Dworzec Główny                                   |                                                 | [ 2 ]        |
| Kujawsko-Pomorskie  | Toruń               | Błonia Nadwiślańskie                             |                                                 | [ 10 ]       |
| Lubelskie           | Lublin              | Plac Teatralny                                   |                                                 | [ 11 ]       |
| Lubuskie            | Gorzów Wielkopolski | przy Centrum Sportowo-Rehabilitacyjnym Słowianka | lokalizacja planowana, instalacji nie ustawiono | [ 6 ] [ 12 ] |
| Łódzkie             | Łódź                | Dworzec Fabryczny                                | lokalizacja planowana, instalacji nie ustawiono | [ 6 ] [ 13 ] |
| Małopolskie         | Kraków              | bulwary wiślane                                  | lokalizacja planowana, instalacji nie ustawiono | [ 6 ]        |
| Mazowieckie         | Radom               | Park Kościuszki                                  |                                                 | [ 14 ]       |
| Opolskie            | Opole               | przy dworcu kolejowym                            | lokalizacja planowana, instalacji nie ustawiono | [ 6 ] [ 12 ] |
| Podkarpackie        | Rzeszów             | Bulwary                                          |                                                 | [ 15 ]       |
| Podlaskie           | Białystok           | Pałac Branickich                                 |                                                 | [ 16 ]       |
| Pomorskie           | Gdańsk              | Muzeum II Wojny Światowej                        | najszybszy demontaż, 15 listopada               | [ 17 ] [ 5 ] |
| Śląskie             | Chorzów             | Planetarium Śląskie                              |                                                 | [ 18 ]       |
| Świętokrzyskie      | Kielce              | Rynek                                            |                                                 | [ 17 ]       |
| Warmińsko-Mazurskie | Olsztyn             | przed urzędem wojewódzkim                        |                                                 | [ 17 ]       |
| Wielkopolskie       | Poznań              | Jezioro Maltańskie                               |                                                 | [ 19 ]       |
| Zachodniopomorskie  | Międzyzdroje        | Promenada Gwiazd                                 |                                                 | [ 18 ] [ 1 ] |

## Regulamin

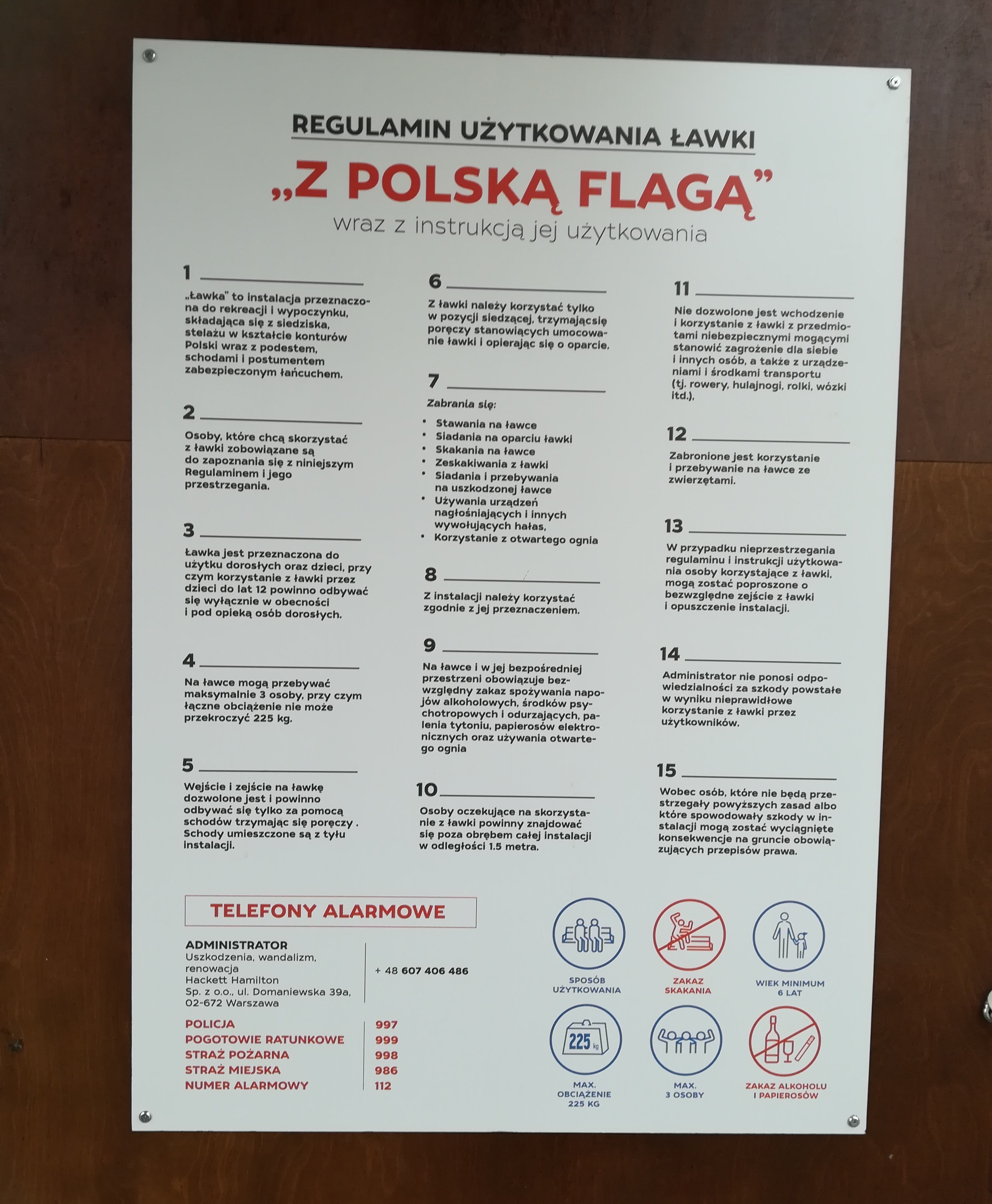
Regulamin ławki patriotycznej

Korzystający z ławki byli zobowiązani do zapoznania się z 15-punktowym regulaminem i przestrzegania specjalnych warunków, które musiał spełniać siedzący. Regulamin określał, ile osób mogło jednorazowo siedzieć na ławce (3 osoby o łącznej masie 225 kg), nakazywał wchodzić na ławkę przy użyciu schodów, trzymając się poręczy. Z ławki należało korzystać wyłącznie w pozycji siedzącej, jednocześnie trzymając się poręczy i opierając o oparcie. Ponadto „osoby oczekujące na skorzystanie z ławki powinny znajdować się poza obrębem całej instalacji w odległości 1,5 metra”. Regulamin zakazywał spożywania alkoholu, palenia papierosów, skakania z ławki, a także przebywania na niej w rolkach. Nieprzestrzegający powyższych reguł użytkownicy byli narażeni na kary. Krytycy wskazywali, że regulamin był napisany „językiem rodem z PRL-u”.
Regulamin wykpił Donald Tusk, szef Platformy Obywatelskiej – Miało być patriotycznie, wyszło po pisowsku i rosyjsku. Niby śmieszne, ale straszne. Ten regulamin to jest przepis prezesa PiS na Polskę – skomentował. W Sosnowcu na Stawikach odbył się happening, podczas którego prezydent Sosnowca Arkadiusz Chęciński przy jednej z ławek zamocował regulamin „ławki wolności i szacunku”.

## Koszt
Ławki były sfinansowane przez Bank Gospodarstwa Krajowego, a za instalację odpowiedzialna była agencja Hackett Hamilton. Nie rozpisano przetargu na ich wykonanie. Cena jednej ławki wyniosła 100 000 zł netto, co łącznie kosztowało 1,6 miliona zł. 5 milionów złotych na promocję pochodziło z budżetu rezerwy ogólnej państwa. Demontaż ławek kosztował 176 tys. złotych netto i był przeprowadzony na koszt podatnika. Koszt ławek był powszechnie krytykowany i był przedmiotem zapytań poselskich do KPRM, m.in. senatora Bogdana Klicha. W wyniku odpowiedzi na zapytanie senatora Krzysztofa Brejzy okazało się, iż drewno z ławek trafiło do jednego z nadleśnictw.